# Xenodiella petrakii
Xenodiella petrakii är en svampart som beskrevs av Syd. 1935. Xenodiella petrakii ingår i släktet Xenodiella och familjen Elsinoaceae.   Inga underarter finns listade i Catalogue of Life.